# Pithecia vanzolinii
Pithecia vanzolinii es una especie de mico, de la familia Pitheciidae, endémica del Brasil.

## Características
Alcanza una longitud del tronco con la cabeza de 35,5 a 42 cm y su cola tiene entre 40 y 52 cm de largo. Presenta abundante pelaje negruzco sobre la cabeza y rostro desnudo; sus patas son de color dorado y se mueve como un gato, porque utiliza las cuatro patas para desplazarse por las ramas.

## Registros
En 1936 el naturalista ecuatoriano Alfonso Ollala observó este sakí y desde entonces los científicos no habían vuelto a verlo vivo. En 1956 fue registrado por el ornitólogo brasileño Fernando da Costa Novaes y el taxidermista M. M. Moreira, ambos del Museu Paraense Emílio Goeldi. Con base en un ejemplar cazado para subsistencia en una Reserva Extractivista do Acre, en 2016, el biólogo brasileño André Nunes y el primatólogo peruano José Eduardo Serrano-Villavicencio registraron nuevamente la especie después de 61 años. En 2017 Laura Marsh, experta en el género de primates Pithecia, logró fotografiar uno de estos sakís en una zona poco explorada del oeste de la Amazonia, en una pequeña caseta flotante por el río Eiru, afluente occidentaldel río Yuruá, cerca de la frontera de Brasil y Perú.

## Taxonomía
La especie fue descrita por el mastozoólogo Philip Hershkovitz en 1987 como una subespecie de Pithecia irrorata, P. i.. vanzolinii, con base en 37 especímenes colectados en los estados brasileños de Acre y Amazonas. Marsh (2014), argumentando que no existe otra especie parecida a esta, elevó al nivel de especie a Pithecia vanzolinii. El nombre científico es un homenaje al zoólogo brasileño Paulo Emilio Vanzolini.